# Chileotaxus sans
Chileotaxus sans är en spindelart som beskrevs av Norman I. Platnick 1990. Chileotaxus sans ingår i släktet Chileotaxus och familjen Synotaxidae. Inga underarter finns listade i Catalogue of Life.